# Costică Bărăgan
Costică Bărăgan (n. 2 mai 1949, București, România – d. 2021) a fost un scrimer român specializat pe spadă. 
A luat parte la ambele probe de spadă la Jocurile Olimpice de vară din 1972 de la München, fiind eliminat în a doilea tur la proba individual și clasându-se pe locul 5 pe echipe. A cucerit de trei ori titlul de campion național în 1974, 1978 și 1980. Cu Ioan Popa și Octavian Zidaru a câștigat medalia de aur pe echipe la Universiada de vară din 1977 de la Sofia. A participat la proba pe echipe la Jocurile Olimpice de vară din 1980 de la Moscova, unde România s-a clasat pe locul 4.

## Distincții
- Medalia „Meritul Sportiv” clasa I (15 aprilie 1981) „pentru rezultatele deosebite obținute la Jocurile olimpice de vară de la Moscova — 1980, precum și pentru contribuția adusă la dezvoltarea activității sportive și la creșterea prestigiului sportului românesc pe plan internațional”[3]